# 皮埃尔·让·乔治·卡巴尼斯
皮埃尔·让·乔治·卡巴尼斯（法語：Pierre Jean Georges Cabanis，1757年6月5日—1808年5月5日），法国生理学家、共济会成员、唯物主义哲学家，是最早支持进化概念的人之一。他的作品影响了让-巴蒂斯特·拉马克。